# Miluo
Koordinaten: 28° 48′ N, 113° 5′ O
Die Stadt Miluo (chinesisch 汨罗市, Pinyin Mìluó Shì) ist eine kreisfreie Stadt der bezirksfreien Stadt Yueyang in der Provinz Hunan im Süden der Volksrepublik China. Sie hat eine Fläche von 1.670 km² und zählt 632.246 Einwohner (Volkszählung 2020).
Der ehemalige Wohnsitz von Ren Bishi (Ren Bishi guju 任弼时故居) und der Quzi-Tempel (Quzi ci 屈子祠; Quzi = Qu Yuan 屈原) stehen auf der Liste der Denkmäler der Volksrepublik China.